# Морозов, Сергей Георгиевич
Сергей Георгиевич Морозов (род. 26 июня 1967 года) — российский учёный, специалист в области нейроиммунохимии, директор НИИ общей патологии и патофизиологии (с 2016 года), член-корреспондент РАМН (2005), член-корреспондент РАН (2014).